# المجلس الوطني لشكاوى المستهلكين (السويد)
المجلس الوطني لنزاعات المستهلكين (السويدية: Allmänna reklamationsnämnden، ARN) هو منظمة حكومية سويدية تستجيب لوزارة التكامل والمساواة بين الجنسين. مقرها الرئيسي يقع في ستوكهولم. ويتمثل مهمته الرئيسية في إصدار توصيات غير ملزمة بشأن حل النزاعات بين المستهلكين، وأصحاب المشاريع. حيث يمكن لأي شخص ، مجانًا ، تقديم شكاوى ضد شركة ما. وإذا لم تتبع الشركة التوصية الواردة من ARN ، فإن المستهلك يمكنه رفع الأمر إلى المحكمة.